# Torneo di Londra 1922
Il torneo di Londra 1922 è stato un torneo internazionale di scacchi disputato a Londra dal 31 luglio al 19 agosto 1922.
Fu organizzato dalla British Chess Federation, che decise di ospitare a Londra un altro grande torneo dopo quello del 1899 (vinto da Emanuel Lasker). Si svolse nella Central Hall di Westminster e vi parteciparono 16 giocatori di 12 diversi paesi.
È stato il primo torneo giocato da José Raúl Capablanca come campione del mondo in carica. Confermò le attese vincendo il torneo con 1,5 punti di vantaggio, imbattuto, su Aleksandr Alechin. Questa vittoria rafforzò il mito dell'invincibilità del grande cubano. Dovevano passare ancora due anni fino a quando, nel torneo di New York 1924, Richard Réti pose fine al lungo periodo di imbattibilità di Capablanca, che durò otto anni.
La cerimonia di apertura si svolse con la partecipazione del Primo Ministro inglese, Andrew Bonar Law.

## Classifica e risultati
| #  | Giocatore                    | 1 | 2 | 3 | 4 | 5 | 6 | 7 | 8 | 9 | 10 | 11 | 12 | 13 | 14 | 15 | 16 | Totale |
| 1  | José Raúl Capablanca (CUB)   | x | ½ | 1 | ½ | 1 | 1 | ½ | ½ | 1 | 1  | 1  | 1  | 1  | 1  | 1  | 1  | 13     |
| 2  | Aleksandr Alechin (FRA)      | ½ | x | ½ | 1 | ½ | ½ | ½ | ½ | 1 | 1  | 1  | 1  | ½  | 1  | 1  | 1  | 11½    |
| 3  | Milan Vidmar (YUG)           | 0 | ½ | x | 0 | 1 | ½ | 1 | ½ | 1 | ½  | 1  | 1  | 1  | 1  | 1  | 1  | 11     |
| 4  | Akiba Rubinstein (POL)       | ½ | 0 | 1 | x | ½ | ½ | 1 | 1 | ½ | 0  | 1  | ½  | 1  | 1  | 1  | 1  | 10½    |
| 5  | Efim Bogoljubov (RUS)        | 0 | ½ | 0 | ½ | x | ½ | 1 | 1 | 0 | 1  | ½  | 0  | 1  | 1  | 1  | 1  | 9      |
| 6  | Richard Réti (CSK)           | 0 | ½ | ½ | ½ | ½ | x | ½ | ½ | 1 | 1  | ½  | 1  | 0  | 1  | 0  | 1  | 8½     |
| 7  | Savelij Tartakover (POL)     | ½ | ½ | 0 | 0 | 0 | ½ | x | ½ | 1 | 0  | 1  | 1  | 1  | ½  | 1  | 1  | 8½     |
| 8  | Géza Maróczy (HUN)           | ½ | ½ | ½ | 0 | 0 | ½ | ½ | x | 1 | ½  | ½  | 1  | ½  | 0  | 1  | 1  | 8      |
| 9  | Frederick Yates (ENG)        | 0 | 0 | 0 | ½ | 1 | 0 | 0 | 0 | x | 1  | 1  | 1  | 1  | 1  | ½  | 1  | 8      |
| 10 | Henry Ernest Atkins (ENG)    | 0 | 0 | ½ | 1 | 0 | 0 | 1 | ½ | 0 | x  | 0  | 1  | ½  | ½  | 0  | 1  | 6      |
| 11 | Max Euwe (NLD)               | 0 | 0 | 0 | 0 | ½ | ½ | 0 | ½ | 0 | 1  | x  | 0  | 1  | 0  | 1  | 1  | 5½     |
| 12 | Eugene Znosko-Borovsky (FRA) | 0 | 0 | 0 | ½ | 1 | 0 | 0 | 0 | 0 | 0  | 1  | x  | 1  | ½  | 1  | 0  | 5      |
| 13 | Victor Wahltuch (ENG)        | 0 | ½ | 0 | 0 | 0 | 1 | 0 | ½ | 0 | ½  | 0  | 0  | x  | 1  | 1  | ½  | 5      |
| 14 | John Stuart Morrison (CAN)   | 0 | 0 | 0 | 1 | 0 | 0 | ½ | 1 | 0 | ½  | 1  | ½  | 0  | x  | 0  | 1  | 4½     |
| 15 | Charles G. Watson (AUS)      | 0 | 0 | 0 | 0 | 0 | 1 | 0 | 0 | ½ | 1  | 0  | 0  | 0  | 1  | x  | 1  | 4½     |
| 16 | Davide Marotti (ITA)         | 0 | 0 | 0 | 0 | 0 | 0 | 0 | 0 | 0 | 0  | 0  | 1  | ½  | 0  | 0  | x  | 1½     |